# Xã Freeman, Quận Freeborn, Minnesota
Xã Freeman (tiếng Anh: Freeman Township) là một xã thuộc quận Freeborn, tiểu bang Minnesota, Hoa Kỳ. Năm 2010, dân số của xã này là 496 người.